# Jack-o’-lantern

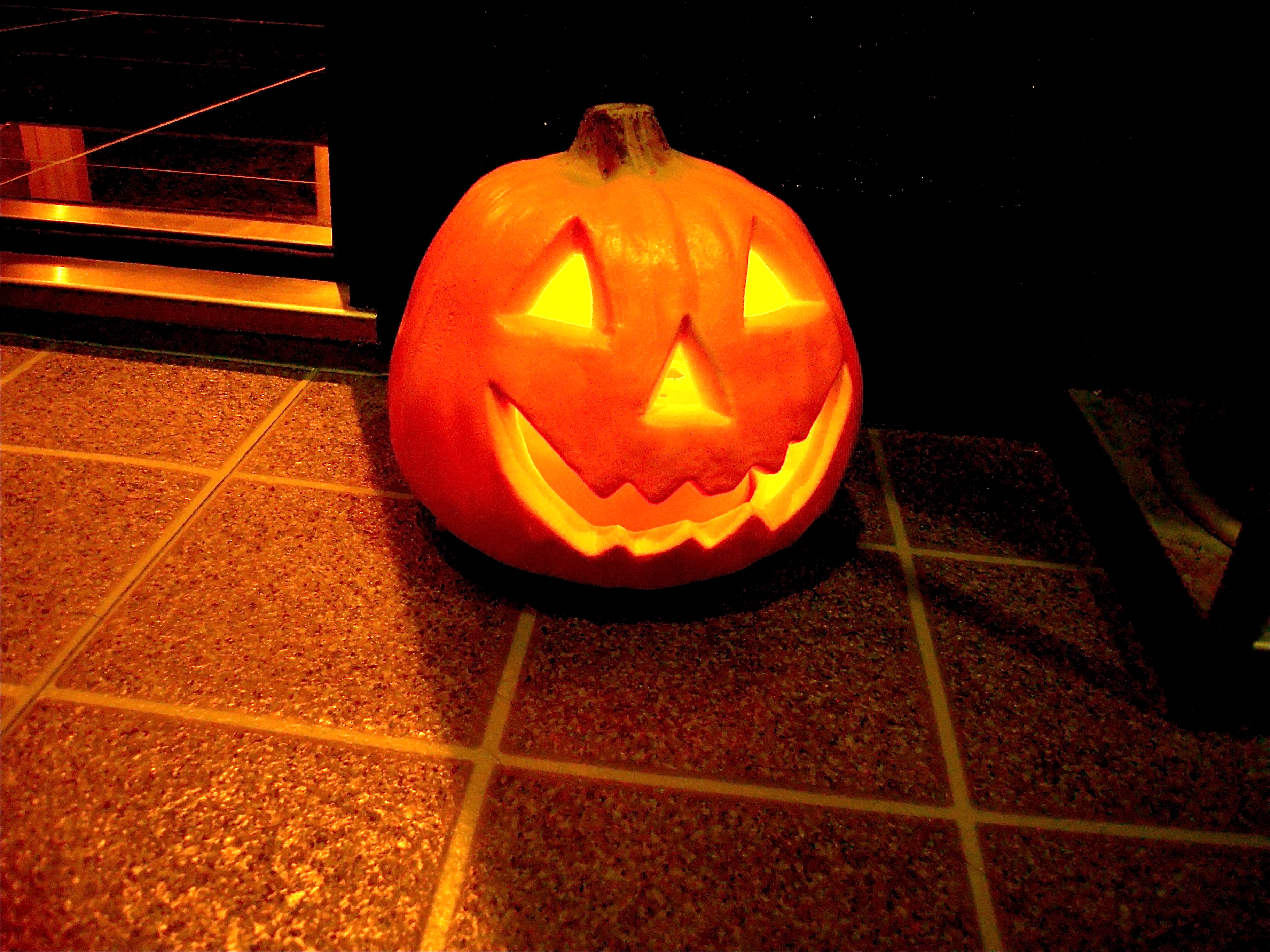
Jack-o'-lantern wydrążony z dyni

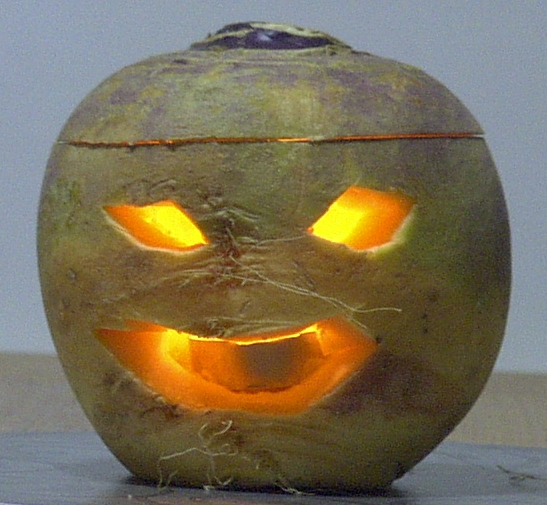
Jack-o'-lantern wydrążony z brukwi

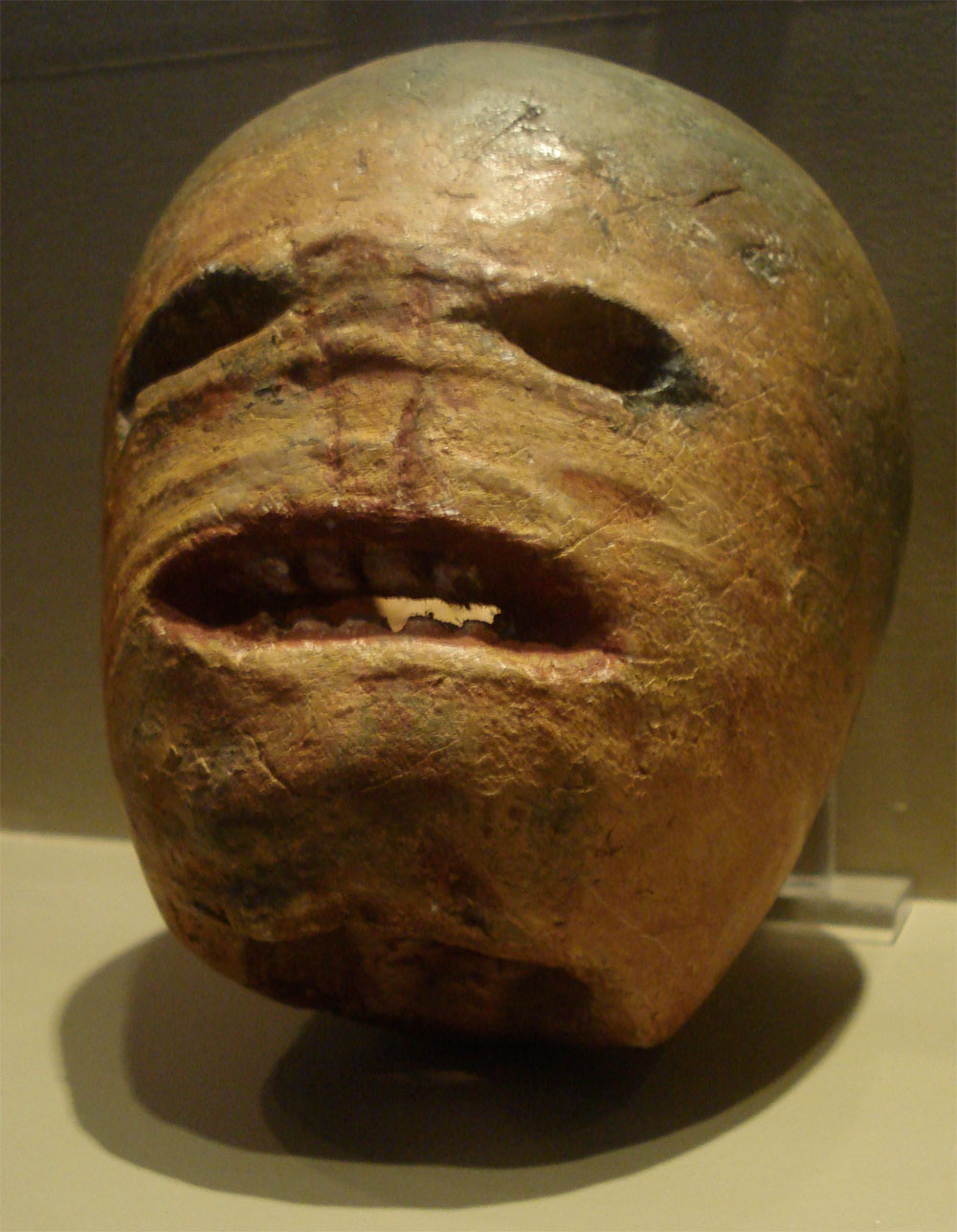
Jack-o'-lantern zrobiony z rzepy

Jack-o’-lantern – halloweenowa lampa zrobiona z wydrążonej dyni. W środku wydrążonej dyni z wyciętymi otworami stawia się świecę. Z okazji święta Halloween tradycją stało się stawianie w oknie lub w drzwiach domostwa latarni.

## Historia
Historia halloweenowych latarni wywodzi się z Irlandii. Dawniej robiono je z brukwi, buraków, rzepy. Do czasu odkrycia Ameryki w Europie nie znano dyń i ziemniaków. Wielka Brytania pierwsza zamieniła rzepę z jack-o-lantern na dynię, którą łatwiej się rzeźbiło i była większa.
Jack-o’-lantern dla irlandzkich chłopów oznaczała błędne ogniki uważane za dusze zmarłych. W czasie tajemniczych obrzędów miano uwalniać ludzkie dusze z ciał czarnych kotów, psów i nietoperzy. Obecnie w wyeksponowanych miejscach domów umieszcza się wydrążone i podświetlone od wewnątrz dynie z wyciętymi kształtami różnych postaci oraz, w zależności od wyobraźni domowników, imitacje ludzkich czaszek, szkieletów, manekinów znanych postaci z horrorów, itp.

## Legenda
Nazwa Jack-o’-lantern wywodzi się od mężczyzny o imieniu Jack, który za życia wykorzystywał każdą okazję na wzbogacanie się. Pewnego dnia Jack spotkał diabła, który zaproponował mu bogactwo za duszę. Niedługo przed dniem Halloween przybył on do niego, aby ją zabrać, jednak mężczyźnie podstępem udało się uwięzić demona. Skąpiec jednak umarł 31 października. Jack nie mógł wstąpić do niebios, ponieważ był chciwy, ale nie mógł także wstąpić do piekła, bo żartował z diabła. W konsekwencji musi chodzić z latarnią po ziemi aż do dnia sądu ostatecznego.